# Форсирование Прони
Форсирование Прони — ряд тактических операций на берегах реки Проня в течение октября 1943 — июня 1944 года.
Оно продолжалось около 9 месяцев и завершилось освобождением ряда населённых пунктов Белоруссии. В операции участвовали 10-я армия, 49-я армия, 50-я армия, 15 стрелковых соединений и присоединённые к ним артиллерийские, танковые, авиационные и сапёрные части.

## Предыстория

### Советская сторона
Красная Армия, которая разгромила немецкие войска на Курской дуге летом 1943 года, в сентябре вступила в восточные районы Белоруссии: 23 сентября 1943 войсками 13-й армии Центрального фронта освободили первый районный центр Белоруссии — Комарин Полесской области; 26 сентября 3-я и 50-я армии, Брянского фронта освободили первый райцентр Могилевской области — Хотимск; 28 сентября - Климовичи; 29 сентября освобождён Кричев; 28 сентября — Мстиславль, Дрибин. После этого фронт вышел к Проне.

### Гитлеровская армия
С конца сентября 1943 года немецкое командование, заблаговременно готовясь к длительной обороне, стало создавать в полосе между Проней и Днепром глубоко эшелонированный укреплённый район, проходящий вдоль высокого западного берега Прони. Путём привлечения более 200 тысяч человек местного населения из Могилевской и Витебской областей, а также сил резервных частей Вермахта, на реках Проне, Двине и Днепре, было построено большое количество траншей, ДОТов, ДЗОТов и блиндажей.
К лету 1944 глубина тактической обороны составляла 15-20 км, а общая, которая включала в себя промежуточный и тыловой армейские рубежи, достигала 60 км. Главная полоса оборонительных рубежей состояла из 3-4 линий траншей и шла вдоль реки на расстоянии 300—500 метров от берега и имела ширину 5-6 км. Практически из любой точки просматривался противоположный берег. Перед передним краем было установлено несколько рядов проволочных заграждений, рогаток, малозаметных препятствий. Непосредственно перед ними были глубокие канавы с водой. Были проложены сплошные противопехотные и противотанковые минные поля, также была развернута хорошо развитая линия артиллерийских и пулемётных точек.
Все деревни были преобразованы в опорные пункты. Город Чаусы, железнодорожный мост через Проню и станция были сильно укреплены. По линии обороны были замаскированы танки и артиллерийские установки.

## Боевые действия

Позиционные бои вокруг Прони в Славгородском районе в октябре 1943

План операции по форсированию Прони был предоставлен Ставке ВГК 30 сентября 1943 года, согласно ему наступление должно было начаться на рубеже рек Мерея и Проня. Боевые действия начались в начале октября 1943 года, когда к восточному берегу Прони вышли части 10-й и 49-й армий Западного фронта (в это время фронт стоял на линии рек Невель, Проня, Припять).
С октября 1943 по июнь 1944 года позиционные бои на рубеже Прони от Дрибина до Пропойска вели десятки дивизий Красной Армии. Территория Чаусского района была в полосе действий 49-й и 50-й армий Второго Белорусского фронта.
В Пропойском районе наиболее сильные бои за захват плацдармов проходили севернее Пропойска а районе деревень Улуки, Рабовичы, Красная Слобода, Заводь-Вировая и южнее, возле деревни Рудня, враг оказывал упорное сопротивление, часто переходил в контратаки крупными силами пехоты и танков.

### Октябрь 1943 года
Командующие армий В. С. Попов и И. Т. Гришин планировали форсировать реку в самые сжатые сроки. 2 октября 1943 года части 385-й Кричевской стрелковой дивизии и 212-й дивизии совершили неудачную попытку перейти реку Проня.
Около месяца шли ожесточённые бои с атаками и контратаками, которые доходили до рукопашных схваток.
В октябре 1943 года к реке вышла 324-я стрелковая дивизия. В течение месяца части дивизии вели наступательные бои.
Для захвата плацдармов на восточном берегу Прони на участке Петуховка — устье Ресты войска 50-й армии с 12 октября силами четырёх дивизий начали штурм укреплений врага.
12 октября 858-й стрелковый полк форсировал Сож южнее Пропойска и, расширяя плацдарм на западном берегу реки, атаковал Рудню.
238-я, 108-я, 324-я стрелковые дивизии, сражавшиеся южнее Кузьминич в Пропойском районе, также вели тяжелые бои за захват, удержание и расширение плацдармов.
15 октября 1093-й стрелковый полк с боем форсировал Проню в районе Заводь-Вировой. Однако расширить площадку не удалось и в конце октября, действуя тремя полками, прорвали оборону противника на Проне в районе Улук. Бои носили ожесточённый характер. В них немцы потеряли более 1100 солдат и офицеров, было уничтожено 10 танков, 6 самолётов и 12 полевых орудий, захвачено в плен более 100 немецких солдат.
На рассвете 25 октября 1943 года 334-й гвардейский стрелковый полк форсировал реку севернее Пропойска в районе деревни Рабовичи и захватил плацдарм на её правом берегу. На следующий день немцы бросили на ликвидацию плацдарма крупные силы пехоты при поддержке танков и самоходных артиллерийских установок. Пять контратак противника были отбиты с большим для него потерями. При этом орудийный расчёт, наводчиком которого был гвардии рядовой П. Т. Пономарёв, подбил три вражеских танка, два бронетранспортёра и уничтожил до 200 солдат и офицеров вермахта. Во время шестой контратаки немцы бросили в бой три танка, за ними шли пехотинцы и самоходки. Основной удар противника пришелся на орудие наводчика Пономарёва. В ходе боя Пётр Тихонович был ранен в руку, но отказался покинуть позицию. Когда из строя вышел весь расчёт, он воевал в одиночку, сумев подбить вражеский танк и огнём из автомата уничтожить 35 солдат противника. Гвардии рядовой П. Т. Пономарёв погиб от разрыва вражеского снаряда, но враг был отброшен на исходные позиции. В этот день немцы ещё трижды атаковали позиции гвардейцев, но безрезультатно. 15 января 1944 указом Президиума Верховного Совета СССР гвардии рядовому Пономарёву Петру Тихоновичу было присвоено звание Героя Советского Союза посмертно.

### Ноябрь 1943 года

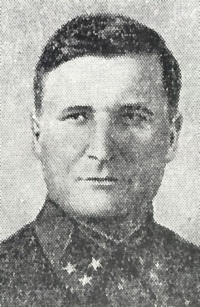
Командующий Западным фронтом генерал армии В. Д. Соколовский

Ноябрь был относительно спокоен, но в конце месяца бои возобновились и показали, что расстановка сил была неравная. Огневые точки немцев были прекрасно пристреляны и имели хорошую поддержку танков и артиллерии. С другой стороны, советские войска имели мало огневой мощи и располагались на открытой местности, поэтому они могли рассчитывать только на внезапность нападений.
10 ноября с удержанного 334-м гвардейском стрелковом полком плацдарма подразделения 3-й армии перешли в наступление в ходе Гомельско-Речицкой операции Белорусского фронта. Наступление в направлении главного удара разворачивалось левым крылом фронта с плацдарма на западном берегу Днепра у Лоева.
22 ноября в наступление перешли войска правого крыла фронта в составе 3-й и 50-й армий.
Ежедневно нападающие несли потери в 350—400 бойцов, но несмотря на очевидные неудачи, приказ о наступлении не отменялся.
Командующий Западным фронтом генерал армии В. Д. Соколовский и представитель Ставки маршал артиллерии Н. Н. Воронов безрезультатно пытались убедить И. В. Сталина сделать паузу для более основательной подготовки к наступлению.

### Зима 1943-44 годов
В ожидании зимы в дивизиях создавались лыжные батальоны, ударные подвижные отряды. В конце декабря 1943 года была проведена непродолжительная артподготовка, после чего 25 декабря части 385-й стрелковой дивизии, в составе которой был лыжный батальон 212-й Кричевской стрелковой дивизии, штурмом овладели первой линией немецких траншей и частью второй линии в полукилометре от деревни Прилёповка. Но уже 27 декабря в результате непрерывных контратак немцы вытеснили советские войска на исходные перед наступлением рубежи. За время декабрьских боев 1943 на участке Скварск — Прилёповка — Путьки 290-я и 385-я стрелковые дивизии потеряли до 1500 солдат. Примерно столько же потерь было со стороны немцев. В историю Великой Отечественной войны этот эпизод вошёл под названием «Прилёповский плацдарм».
За осень и зиму Западный фронт провёл 7 неудачных попыток наступления.
Бывший начальник штаба батальона 508-го стрелкового полка 174-й стрелковой дивизии М. Глазунов отмечал:
Пройдя почти всю Великую Отечественную войну, на переднем крае фронта в пехоте, начиная с командира взвода противотанковых ружей, и испытав на себе все тяжелые бои, начиная от Калинина и до выхода к границам Белоруссии, не отпуская немцев более чем на 400-500 метров, сегодня могу смело сказать, что не припомню таких сложных боевых действий, которые мы вели осенью 1943 года на Дубровенщине
О жестокости боев в этом районе свидетельствует и тот факт, что за месяц боев на плацдарме опорный пункт в деревне Кузьминичи переходил более десяти раз из рук в руки. Согласно свидетельствам участников вода в реке была красной от крови.

## Комиссия из Ставки ВГК
В марте в штаб Западного фронта была направлена чрезвычайная комиссия из Ставки ВГК во главе с членом государственного комитета обороны Г. М. Маленковым, пытавшейся выявить причины неудачного наступления. В состав комиссии также входили генерал-полковник А. С. Щербаков, генерал-полковник С. М. Штеменко, генерал-лейтенанта Ф. Ф. Кузнецов и генерал-лейтенант А. И. Шимонаев.
Как отмечалось в докладе И. Сталину 11 апреля 1944 года:
«Все эти операции закончились неудачно, и фронт поставленных Ставкой задач не выполнил. Ни в одной из перечисленных операций не была прорвана оборона противника, хотя бы на её тактическую глубину, операция заканчивалась в лучшем случае незначительным вклиниванием в оборону противника при больших потерях наших войск».
По итогам работы комиссии за подписью И. В. Сталина 12 апреля 1944 года было принято Постановление Государственного Комитета Обороны № 5606сс «О недостатках в работе командования и штаба Западного фронта», где были перечислены все выводы комиссии и принят ряд организационных мер.
Командующий фронтом В. Д. Соколовский был снят с должности с формулировкой «как не справившийся с командованием фронтом». Также были сняты начальник артиллерии фронта И. П. Камера и начальник разведотдела фронта, ряд генералов подвергнут взысканиям. Ещё раньше, 8 декабря 1943 года, «за бездействие и несерьёзное отношение к делу», был снят с должности заместитель командующего фронтом генерал-полковник М. С. Хозин.

## Тактические и стратегические ошибки и недостатки операции
Командование наступлением не учло сильную оборону противника и рассчитывало провести операцию с рекордной скоростью. Несмотря на преимущества рельефа для немецкой стороны (западный берег более высокий и покрыт лесом в отличие от равнинного луга восточному берегу), артподготовка была недостаточной.
Комиссией также было установлено, что в проведённых операциях советская артиллерия, несмотря на большое её количество и превосходство над артиллерией противника, не уничтожала огневой системы врага ни в период артподготовки, ни в процессе боя, иногда ведя огонь по пустому месту, а иногда даже по своим стрелковым подразделениям. Пехота шла в атаку на неподавленные огневые точки в обороне противника, несла «громадные потери и не двигалась вперед».
В батальонах было много необстрелянных бойцов. Не хватало снарядов, мин. Проводя успешные атаки, зачастую бойцы не имели достаточной поддержки для закрепления рубежей, что вынуждало их отступать, неся значительные потери личного состава.
В письме на имя Верховного главнокомандующего начальник оперативного отдела штаба 33-й армии полковник И. Толканюк отмечал:
Необученные подразделения и офицеры никаких маневров на поле боя не делали, а ложились под огнём противника и давали себя уничтожать, окрыляя тем самым врага, который получал удовольствие, безнаказанно расстреливая нашу пехоту, которая ко всему прочему даже не имела лопат для окапывания. За один-два боя наступающая дивизия теряла почти всю свою пехоту и результатов не добивалась. В полках оставалось пехоты по 10-15 человек, а высокие начальники все требовали наступления и с нетерпением ждали результатов. Потери в живой силе были в основном от артминомётнага огня противника. Это подтверждается тем, что из всего числа раненых на осколочные ранения приходится от 70 до 90%...
Комиссия отметила и неэффективное использование танков в боях, согласно её оценкам «командование Западного фронта бросало 2-й гвардейский танковый корпус на нерасстроенную оборону противника, вследствие чего корпус не мог продвинуться вперед и нес большие потери».

## Наступление в рамках операции «Багратион»
Весной 1944 года началась подготовка к операции «Багратион». 49-я армия генерала Гришина была пополнена силами 10-й армии.
На 2-м Белорусском фронте было сосредоточено 10 стрелковых дивизий. Их поддерживали более 2000 орудий и миномётов, 343 реактивных установки. Вся техника была с лихвой обеспечена запасом боекомплектов и топлива, а люди — питанием.
Также действия стрелковых соединений 49-й армии поддерживали 253 танка.
С этой силой в 49-й армии под командованием Гришина удалось форсировать Проню, Басю и Ресту, а позже и Днепр.
В ночь с 22 на 23 июня 1944 года при форсировании частями 81-го стрелкового корпуса реки Проня, бойцы 1-й отдельной гвардейской штурмовой инженерно-саперной бригады под сильным огневым воздействием противника оснастили брод и построили мост под грузы до 60 тонн, чем способствовали быстрому наступлению частей 81-го стрелкового корпуса 49-й армии и прорыва линии обороны противника на реке Проня.
Ночью с 23 на 24 июня ночная бомбардировочная авиация 4-й воздушной армии осуществила бомбометание по немецким позициям и технике в тактической глубине, а перед рассветом был нанесён мощный бомбовый удар по переднему краю обороны противника.
Танковые части и самоходные артиллерийские полки выдвинулись на исходные позиции, было произведено уточнение системы огня обороны немцев.
После сильной двухчасовой артиллерийской подготовки огневые средства противника почти полностью были подавлены и частично уничтожены.
С началом артподготовки специальные усиленные роты, выдвинутые от каждого стрелкового полка первого эшелона, стремительно продвинулись и до 9.30 форсировали реку, преодолели минные поля, проволочные заграждения и ворвались в первую траншею противника. Не встретив здесь серьёзного сопротивления, роты быстро продвинулись вперед во вторую и в некоторых местах — в третью траншеи противника.
Под прикрытием этих рот сапёры навели 78 штурмовых мостиков для пехоты, проделали дополнительные проходы в минных полях и проволочных заграждениях и сделали наводку мостов для танков и артиллерии через реку Проня. По этим мостикам переправу через Проню начали основные силы полков, которые после переправы начали занимать траншеи противника.
К исходу 23 июня ударная группа фронта (49-я армия, преодолевая упорное сопротивление немцев, вышла на линию Перелога, Ольховка, Перевоз. Главная полоса обороны немцев была прорвана на фронте до 12 км и на глубину от 5 до 8 км.

## Результаты операции
В ходе наступления войска фронта заняли районный центр Могилевской области — город Чаусы и освободили более 200 других населённых пунктов, среди которых Черневка, Ждановичи, Хоньковичы, Будины, Васьковичи, Темривичи и Бординичи.
25 июня 1944 года в день освобождения города Чаусы в Москве был дан салют — 20 залпов из 224 орудий в честь форсирования Прони.
При прорыве обороны немецко-фашистских войск на Проне и Басе более 40 солдат и офицеров были удостоены Звезды Героя Советского Союза — высшей государственной награды страны.

## Форсирование Прони в литературе
События произведения Владимира Успенского «Неизвестные солдаты», отмеченного М. А. Шолоховым, как «лучшее произведение о Великой Отечественной войне», а также в книгах Деева и Петренко «Простреленные километры» и М. Г. Хомуло «Полк, к бою!» происходят в том числе и во время форсирования Прони.